# هاروی نورمن
هاروی نورمن (انگلیسی: Harvey Norman) شرکت خرده‌فروشی استرالیایی است، که در سال ۱۹۸۲ تأسیس شد.